# Alyxia halmaheirae
Alyxia halmaheirae är en oleanderväxtart som beskrevs av Friedrich Anton Wilhelm Miquel. Alyxia halmaheirae ingår i släktet Alyxia och familjen oleanderväxter. Inga underarter finns listade i Catalogue of Life.